# Neoxenophthalmus
Neoxenophthalmus is een geslacht van kreeftachtigen uit de klasse van de Malacostraca (hogere kreeftachtigen).

## Soorten
- Neoxenophthalmus garthii (Sankarankutty, 1969)
- Neoxenophthalmus obscurus (Henderson, 1893)